# Ger Sligte

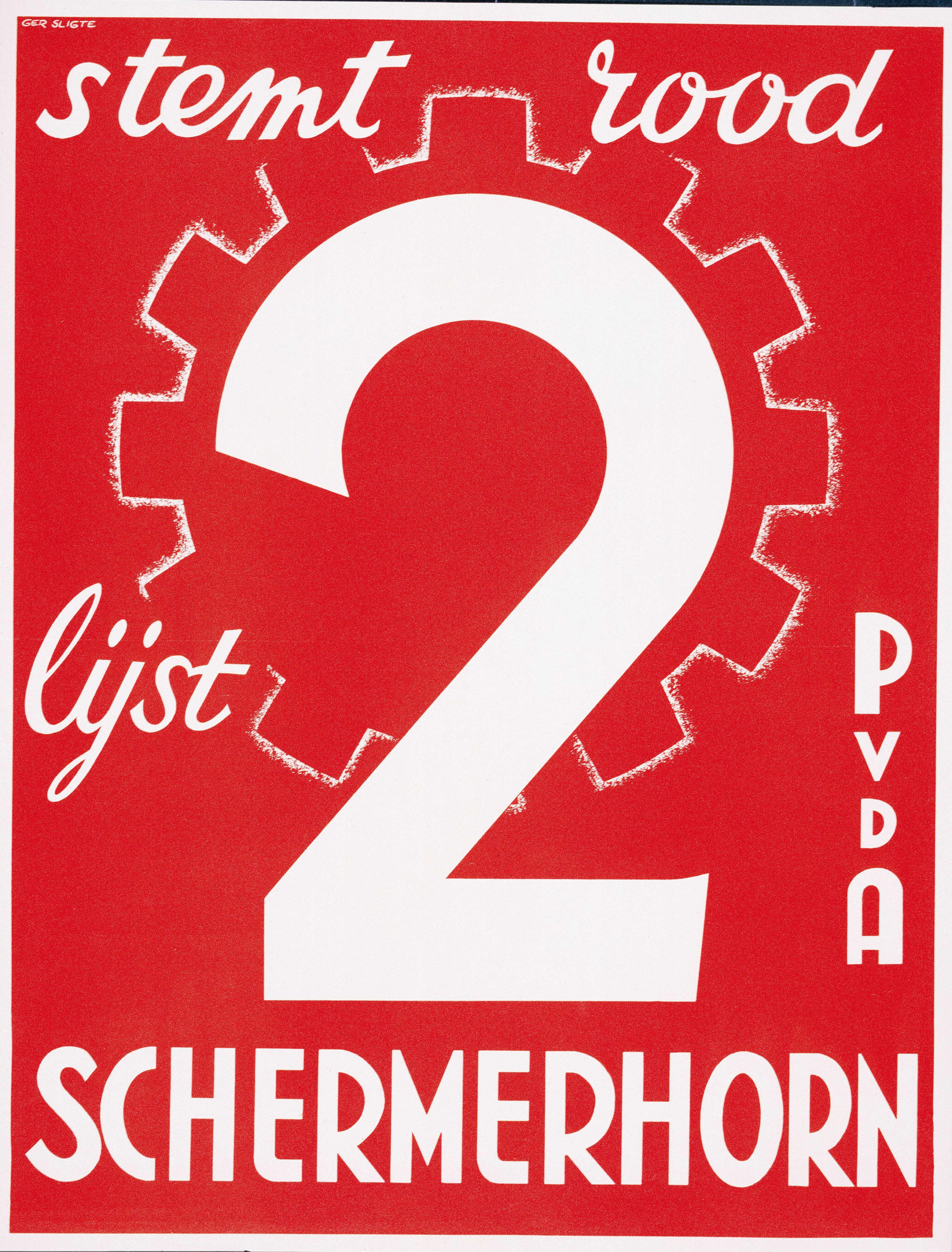
PvdA-verkiezingsaffiche uit 1946

Gerrit (Ger) Sligte (Den Helder, 20 augustus 1914 – Amsterdam, 18 juli 1980) was een Nederlandse illustrator, kunstschilder, striptekenaar en boekbandontwerper.

## Leven en werk
Hij studeerde aan het Instituut voor Kunstnijverheid in Amsterdam. Sligte kreeg teken- en schilderlessen van Bob Buys en bij de Vrije Academie voor Beeldende Kunst in Amsterdam. Sligte begon bij een reclamebureau en vestigde zich daarna als zelfstandig ontwerper en illustrator.'
Hij heeft veel werk gemaakt voor de socialistische jeugdbeweging de Arbeiders Jeugd Centrale (AJC), waaraan Sligte van 1918 tot 1958 verbonden was. In het maandblad voor de Rode Valken De Wiekslag verscheen in 1934 zijn strip Mieke Meier, zoals deze ook was verschenen in het Duitse socialistische tijdschrift Die Rote Kinderrepublik (Berlijn, 1929).
Een andere strip zonder tekst, Bertje Branie verscheen vanaf 1949 in De Snelwiek, maandblad van de AJC voor De Zwaluwen (tot 1951). Vanaf 1 januari 1952 werd De Snelwiek opgenomen in De Wiekslag. 
Hij illustreerde onder andere voor de AJC: Altijd Vrolijk, een bundel trekvogelliedjes (verzameld door Piet Tiggers) en in 1936 de bundel Kampmorgenzang voor de Rode Valken. Ook in het boek Een Kistje Vol Juwelen, een historisch verhaal voor jongens en meisjes van Henk van Laar (verhalen over de Tweede Wereldoorlog. o.a. slag bij Arnhem, hulp aan onderduikers, verschenen bij uitgeverij Dico in 1946) zijn de tekeningen van Ger Sligte.
Tevens tekende Sligte nog de strip Ali Kruuk in het tijdschrift De Spiegel (1949-53). Van een tweede serie Ali Kruuk strips waren 58 afleveringen voltooid, toen Ger Sligte in 1975 door ziekte gedwongen werd met zijn werk te stoppen.
Er zijn weinig originele tekeningen van Sligte’s productie overgebleven omdat hij nagenoeg zijn meeste werk voor de AJC rechtstreeks op stencil tekende.
- Biografisch Portaal: 83768468
- Digitale Bibliotheek voor de Nederlandse Letteren: slig003
- International Standard Name Identifier: 0000 0003 9276 8246
- Nederlandse Thesaurus van Auteursnamen: 089613783
- RKD-Nederlands Instituut voor Kunstgeschiedenis: 99524
- Virtual International Authority File: 286898496
- WorldCat: E39PBJgRPwg83cD34Vyyb3wcT3